# Luca Conte
Luca Conte (Correggio, 23 marzo 1980) è un ex cestista italiano.
Alto 193 cm, gioca nel ruolo di guardia.

## Carriera
Tra i professionisti ha militato in Legadue a Reggio Emilia, Pavia e Trento.
Dal 2001 al 2003 si trasferisce all'Unione Cestistica Casalpusterlengo, con cui vince la Coppa Italia di Serie B2 contro Veroli. Nell'estate 2003 compie il salto di categoria, approdando in Serie A2 all'Edimes Pavia; vi rimane 3 anni, allenato da Alberto Martelossi.
Nel 2006 torna a Unione Cestistica Casalpusterlengo in Serie B1. Con i lombardi vince la Coppa Italia di categoria nel 2007 e nel 2009; proprio nel 2007 viene eletto miglior giocatore della manifestazione (MVP).
Nel 2010 si è strasferito all'Aquila Basket Trento in Divisione Nazionale A, con cui ha centrato la promozione in Legadue 2011-2012 e ha vinto la Coppa Italia di Legadue 2012-2013. Il suo numero di maglia a Trento è il 41.
Nel 2015 si trasferisce a Montecchio (Re) in C Silver, con cui centra la promozione in serie C Gold.
Nell'estate 2017 torna alla Pallacanestro Correggio (RE), società in cui ha svolto tutta la trafila delle giovanili, con cui centra la promozione in serie D.
L'anno seguente contribuisce al secondo salto di categoria in 2 anni, portando la Pallacanestro Correggio in C Silver.

## Palmarès
- Coppa Italia di Serie B2: 1
Unione Cestistica Casalpusterlengo : 2003
- Coppa Italia Lega Nazionale Pallacanestro: 2
Unione Cestistica Casalpusterlengo : 2007
Unione Cestistica Casalpusterlengo : 2009
- Campionato italiano Dilettanti 1
 Aquila Trento:    2011-12
- Coppa Italia di Legadue: 1
 Aquila Trento: 2013
- Campionato regionale Serie C Silver: 1

Arena Montecchio: 2016-2017
- Campionato di Promozione FIP RE: 1
Pallacanestro Correggio: 2017-2018
- Campionato Regionale Serie D: 1
Pallacanestro Correggio: 2018-2019